# Спиральная галактика без перемычки

Галактика Водоворот и её галактика-спутник. Галактика Водоворот является спиральной галактикой без перемычки

Спиральная галактика без перемычки представляет собой тип спиральных галактик, не имеющих перемычки (бара) в центральной части. Обозначается символами SA в рамках морфологической классификации галактик. 
Галактика Сомбреро является спиральной галактикой без перемычки.
Спиральные галактики без перемычки являются одним из трёх основных типов спиральных галактик по классификации де Вокулёра, два других типа представляют собой спиральные галактики с перемычкой и спиральные галактики переходного типа.

## Классификация

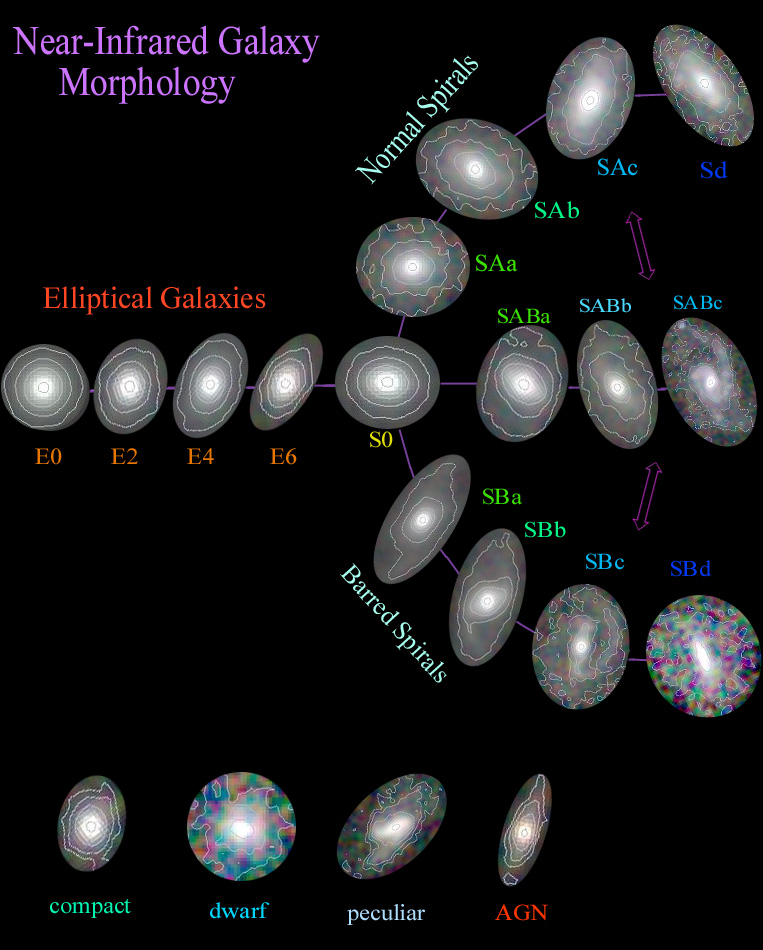
В классификации галактик де Вокулёра галактика типа SA представляют собой один из трёх типов спиральных галактик

| Название               | Тип   | Изображение | Информация                                                                         | Примечание                                           |
| ---------------------- | ----- | ----------- | ---------------------------------------------------------------------------------- | ---------------------------------------------------- |
|                        | SA0-  |             | SA0- является типом линзовидных галактик                                           |                                                      |
|                        | SA0   |             | SA0 является типом линзовидных галактик                                            |                                                      |
|                        | SA0+  |             | SA0+ является типом линзовидных галактик                                           |                                                      |
| NGC 3593               | SA0/a |             | SA0/a также можно рассматривать как подтип линзовидных галактик без перемычки      | NGC 3593 принадлежит подтипу "SA(s)0/a"              |
| NGC 3169               | SAa   |             |                                                                                    | NGC 3169 принадлежит подтипу "SA(s)a pec"            |
| Мессье 81              | SAab  |             |                                                                                    | M81 принадлежит подтипу "SA(s)ab"                    |
| Мессье 88              | SAb   |             |                                                                                    | M88 принадлежит подтипу "SA(rs)b"                    |
| NGC 3949               | SAbc  |             |                                                                                    | NGC 3949 принадлежит подтипу "SA(s)bc"               |
| NGC 4414               | SAc   |             |                                                                                    | NGC 4414 принадлежит подтипу "SA(rs)c"               |
| Галактика Треугольника | SAcd  |             |                                                                                    | Галактика Треугольника принадлежит подтипу "SA(s)cd" |
| NGC 300                | SAd   |             |                                                                                    | NGC 300 принадлежит подтипу "SA(s)d"                 |
| NGC 45                 | SAdm  |             | SAdm можно рассматривать как подтип Магеллановых спиральных галактик без перемычки | NGC 45 принадлежит подтипу "SA(s)dm"                 |
| NGC 4395               | SAm   |             | SAm является подтипом Магеллановых спиральных галактик (Sm)                        | NGC 4395 принадлежит подтипу "SA(s)m"                |